# Кошарка за мушкарце на Летњим олимпијским играма 2012.
Кошаркашки турнир за мушкарце на Летњим олимпијским играма 2012. у Лондону је био 18. по реду олимпијски турнир у овом спорту. Такмичење се одржало у периоду између 29. јула и 12. августа, а утакмице групне фазе су игране у кошаркашкој арени, док је елиминациона фаза одржана о О2 арени.
Учествовало је укупно 12 репрезентација подељених у две групе са по 6 екипа. По 4 најбоље из сваке групе наставиле су такмичење у четвртфиналу. Титулу је одбранила селекција САД која је у финалу победила Шпанију са 107:100. У утакмици за бронзану медаљу Русија је победила Аргентину са 81:77.

## Освајачи медаља
| Злато            | Сребро  | Бронза |  |  |  |  |
|                  |         |        |  |  |  |  |
| Сједињене Државе | Шпанија | Русија |  |  |  |  |

## Учесници
Репрезентације су се квалификовале преко ФИБА такмичења (континентална првенства, светска првенства и олимпијски квалификациони турнир).
| Турнир                             | Датум                            | Домаћин    | Број места | Квалификанти                  |
| ---------------------------------- | -------------------------------- | ---------- | ---------- | ----------------------------- |
| Домаћин игара                      |                                  |            | 1          | Уједињено Краљевство          |
| 2010. ФИБА СП                      | 28. август - 12. септембар 2010. | Турска     | 1          | САД                           |
| Афричко првенство у кошарци 2011.  | 17. – 28. августа 2011.          | Мадагаскар | 1          | Тунис                         |
| Азијско првенство у кошарци 2011.  | 15. – 25. септембра 2011.        | Кина       | 1          | Кина                          |
| Панамеричко првенство 2011.        | 25. август – 8. септембар 2011.  | Аргентина  | 2          | Аргентина · Бразил            |
| 2011 ФИБА првенство Европе         | 31. август – 18. септембар 2011. | Литванија  | 2          | Шпанија · Француска           |
| Првенство Океаније у кошарци 2011. | 7. - 11. септембар 2011.         | Аустралија | 1          | Аустралија                    |
| Олимпијске квалификације 2012.     | 2. јул – 8. јул 2012.            | Каракас    | 3          | Русија · Литванија · Нигерија |
| Укупно                             |                                  |            | 12         |                               |

### Жреб за групну фазу
Службени жреб за групну фазу кошаркашког турнира одржан је у Лондону 30. априла 2012.
| Група A          | Група Б              |
| ---------------- | -------------------- |
| Аргентина        | Аустралија           |
| Француска        | Бразил               |
| Литванија        | Кина                 |
| Нигерија         | Уједињено Краљевство |
| Тунис            | Русија               |
| Сједињене Државе | Шпанија              |

## Групна фаза
Свих 12 екипа учесница је подељено у две групе са по 6 екипа. Након пет одиграних кола по 4 најбоље пласиране селекције из обе крупе је наставило такмичење у четвртфиналу, док су две последње пласиране екипе завршиле учешће на олимпијском турниру. Групни део турнира игран је у периоду између 29. јула и 6. августа.
Сатница је по локалном британском летњем времену (UTC+1)

### Група А
| 29. јул 09:00 | Извештај | Нигерија                                              | 60 : 56 | Тунис                                | Кошаркашка арена, Лондон Судије: Илија Белошевић (СРБ), Маркос Бенито (БРА), Раба Нуџаим (ЛИБ) |  |
| 29. јул 09:00 | Извештај | Четвртине: 18:7, 13:8, 14:16, 15:25                   |         |                                      | Кошаркашка арена, Лондон Судије: Илија Белошевић (СРБ), Маркос Бенито (БРА), Раба Нуџаим (ЛИБ) |  |
| 29. јул 09:00 | Извештај | Поени: Амину 15 Скокови: Диогу 10 Асистенције: Скин 3 |         | Рзиг 18 Бен Ромдане 12 3 играча по 3 | Кошаркашка арена, Лондон Судије: Илија Белошевић (СРБ), Маркос Бенито (БРА), Раба Нуџаим (ЛИБ) |  |

| 29. јул 14:30 | Извештај | Сједињене Државе                                             | 98 : 71 | Француска                     | Кошаркашка арена, Лондон Судије: Кристијано Марањо (БРА), Саша Пукл (СЛО), Мајкл Ајлен (АУС) |  |
| 29. јул 14:30 | Извештај | Четвртине: 22:21, 30:15, 26:15, 20:20                        |         |                               | Кошаркашка арена, Лондон Судије: Кристијано Марањо (БРА), Саша Пукл (СЛО), Мајкл Ајлен (АУС) |  |
| 29. јул 14:30 | Извештај | Поени: Дурант 22 Скокови: 3 играча по 9 Асистенције: Џејмс 8 |         | Траоре 12 Туријаф 9 де Коло 3 | Кошаркашка арена, Лондон Судије: Кристијано Марањо (БРА), Саша Пукл (СЛО), Мајкл Ајлен (АУС) |  |

| 29. јул 22:15 | Извештај | Аргентина                                                             | 102 : 79 | Литванија                       | Кошаркашка арена, Лондон Судије: Карл Јунгебранд (ФИН), Хорхе Карихон (ПОР), Воган Мејбери (АУС) |  |
| 29. јул 22:15 | Извештај | Четвртине: 24:23, 27:16, 27:22, 24:18                                 |          |                                 | Кошаркашка арена, Лондон Судије: Карл Јунгебранд (ФИН), Хорхе Карихон (ПОР), Воган Мејбери (АУС) |  |
| 29. јул 22:15 | Извештај | Поени: Скола 32 Скокови: Ђинобили 10 Асистенције: Ђинобили, Приђони 6 |          | Клејза 20 Клејза 7 Калнијетис 5 | Кошаркашка арена, Лондон Судије: Карл Јунгебранд (ФИН), Хорхе Карихон (ПОР), Воган Мејбери (АУС) |  |

| 31. јул 14:30 | Извештај | Литванија                                                         | 72 : 53 | Нигерија                         | Кошаркашка арена, Лондон Судије: Кристијано Марањо (БРА), Стивен Сајбел (КАН), Виталис Годе(КЕН) |  |
| 31. јул 14:30 | Извештај | Четвртине: 14:8, 20:19, 22:13, 16:13                              |         |                                  | Кошаркашка арена, Лондон Судије: Кристијано Марањо (БРА), Стивен Сајбел (КАН), Виталис Годе(КЕН) |  |
| 31. јул 14:30 | Извештај | Поени: Сонгајла 12 Скокови: Клејза 6 Асистенције: Јасикевичијус 9 |         | Диогу, Амину 12 Амину 11 Амину 2 | Кошаркашка арена, Лондон Судије: Кристијано Марањо (БРА), Стивен Сајбел (КАН), Виталис Годе(КЕН) |  |

| 31. јул 20:00 | Извештај | Француска                                               | 71 : 64 | Аргентина                     | Кошаркашка арена, Лондон Судије: Хуан Артеага (ШПА), Маркос Бенито (БРА), Луиђи Ламоника (ИТА) |  |
| 31. јул 20:00 | Извештај | Четвртине: 19:12, 13:17, 23:24, 14:11                   |         |                               | Кошаркашка арена, Лондон Судије: Хуан Артеага (ШПА), Маркос Бенито (БРА), Луиђи Ламоника (ИТА) |  |
| 31. јул 20:00 | Извештај | Поени: Паркер 17 Скокови: Батум 7 Асистенције: Паркер 5 |         | Ђинобили 26 Скола 8 Приђони 8 | Кошаркашка арена, Лондон Судије: Хуан Артеага (ШПА), Маркос Бенито (БРА), Луиђи Ламоника (ИТА) |  |

| 31. јул 22:15 | Извештај | Тунис                                                                    | 63 : 110 | Сједињене Државе               | Кошаркашка арена, Лондон Судије: Воган Мејбери (АУС), Самир Абакил (МАР), Ољегс Латишевс (ЛЕТ) |  |
| 31. јул 22:15 | Извештај | Четвртине: 15:21, 18:25, 14:39, 16:25                                    |          |                                | Кошаркашка арена, Лондон Судије: Воган Мејбери (АУС), Самир Абакил (МАР), Ољегс Латишевс (ЛЕТ) |  |
| 31. јул 22:15 | Извештај | Поени: Бен Ромдане 22 Скокови: Бен Ромдане 11 Асистенције: Бен Ромдане 4 |          | Лав, Ентони 16 Дурант 10 Пол 7 | Кошаркашка арена, Лондон Судије: Воган Мејбери (АУС), Самир Абакил (МАР), Ољегс Латишевс (ЛЕТ) |  |

| 2. август 09:00 | Извештај | Француска                                                 | 82 : 74 | Литванија                          | Кошаркашка арена, Лондон Судије: Христос Христодулу (ГРЧ), Илија Белошевић (СРБ), Хорхе Васкез (ПОР) |  |
| 2. август 09:00 | Извештај | Четвртине: 25:21, 14:22, 20:9, 23:22                      |         |                                    | Кошаркашка арена, Лондон Судије: Христос Христодулу (ГРЧ), Илија Белошевић (СРБ), Хорхе Васкез (ПОР) |  |
| 2. август 09:00 | Извештај | Поени: Паркер 27 Скокови: Туријаф 10 Асистенције: Дијао 8 |         | Клејза 17 Клејза 7 Јасикевичијус 5 | Кошаркашка арена, Лондон Судије: Христос Христодулу (ГРЧ), Илија Белошевић (СРБ), Хорхе Васкез (ПОР) |  |

| 2. август 14:30 | Извештај | Аргентина                                                   | 92 : 69 | Тунис                       | Кошаркашка арена, Лондон Судије: Гверино Керебуч (ИТА), Мајкл Ајлен (АУС), Борис Ришчик (УКР) |  |
| 2. август 14:30 | Извештај | Четвртине: 14:28, 26:12, 31:16, 21:13                       |         |                             | Кошаркашка арена, Лондон Судије: Гверино Керебуч (ИТА), Мајкл Ајлен (АУС), Борис Ришчик (УКР) |  |
| 2. август 14:30 | Извештај | Поени: Ђинобили 24 Скокови: Скола 10 Асистенције: Кампацо 7 |         | Mejri 19 Mejri 14 Laghnej 6 | Кошаркашка арена, Лондон Судије: Гверино Керебуч (ИТА), Мајкл Ајлен (АУС), Борис Ришчик (УКР) |  |

| 2. август 22:15 | Извештај | Сједињене Државе                                                 | 156 : 73 | Нигерија                 | Кошаркашка арена, Лондон Судије: Хуан Артеага (ШПА), Роберт Лотермозер (НЕМ), Јелена Чернова (РУС) |  |
| 2. август 22:15 | Извештај | Четвртине: 49:25, 29:20, 41:17, 37:11                            |          |                          | Кошаркашка арена, Лондон Судије: Хуан Артеага (ШПА), Роберт Лотермозер (НЕМ), Јелена Чернова (РУС) |  |
| 2. август 22:15 | Извештај | Поени: Ентони 37 Скокови: Дејвис, Лав 6 Асистенције: Вилијамс 11 |          | Диогу 27 Диогу 7 Амину 4 | Кошаркашка арена, Лондон Судије: Хуан Артеага (ШПА), Роберт Лотермозер (НЕМ), Јелена Чернова (РУС) |  |

| 4. август 09:00 | Извештај | Тунис                                                                  | 69 : 73 | Француска                 | Кошаркашка арена, Лондон Судије: Гверино Керебуч (ИТА), Вилијам Кенеди (САД), Воган Мејбери (АУС) |  |
| 4. август 09:00 | Извештај | Четвртине: 15:20, 12:15, 16:25, 26:13                                  |         |                           | Кошаркашка арена, Лондон Судије: Гверино Керебуч (ИТА), Вилијам Кенеди (САД), Воган Мејбери (АУС) |  |
| 4. август 09:00 | Извештај | Поени: Хидидан 20 Скокови: Бен Ромдане 8 Асистенције: Laghnej, Mejri 3 |         | Паркер 22 Батум 8 Дијао 5 | Кошаркашка арена, Лондон Судије: Гверино Керебуч (ИТА), Вилијам Кенеди (САД), Воган Мејбери (АУС) |  |

| 4. август 14:30 | Извештај | Литванија                                                               | 94 : 99 | Сједињене Државе             | Кошаркашка арена, Лондон Судије: Реџеп Анкарали (ТУР), Луиђи Ламоника (ИТА), Маркос Бенито (БРА) |  |
| 4. август 14:30 | Извештај | Четвртине: 25:33, 26:22, 21:23, 22:21                                   |         |                              | Кошаркашка арена, Лондон Судије: Реџеп Анкарали (ТУР), Луиђи Ламоника (ИТА), Маркос Бенито (БРА) |  |
| 4. август 14:30 | Извештај | Поени: Клејза 25 Скокови: Поцјус 7 Асистенције: Јасикевичијус, Поцјус 6 |         | Џејмс, Ентони 20 Лав 8 Пол 6 | Кошаркашка арена, Лондон Судије: Реџеп Анкарали (ТУР), Луиђи Ламоника (ИТА), Маркос Бенито (БРА) |  |

| 4. август 22:15 | Извештај | Нигерија                                               | 79 : 93 | Аргентина                     | Кошаркашка арена, Лондон Судије: Кристијано Марањо (БРА), Мајкл Ајлен (АУС), Самир Абакил (МАР) |  |
| 4. август 22:15 | Извештај | Четвртине: 19:37, 18:20, 20:19, 22:17                  |         |                               | Кошаркашка арена, Лондон Судије: Кристијано Марањо (БРА), Мајкл Ајлен (АУС), Самир Абакил (МАР) |  |
| 4. август 22:15 | Извештај | Поени: Диогу 16 Скокови: Диогу 11 Асистенције: Амину 5 |         | Скола 22 Носиони 6 Ђинобили 8 | Кошаркашка арена, Лондон Судије: Кристијано Марањо (БРА), Мајкл Ајлен (АУС), Самир Абакил (МАР) |  |

| 6. август 11:15 | Извештај | Тунис                                                 | 63 : 76 | Литванија                                                     | Кошаркашка арена, Лондон Судије: Хуан Артеага (ШПА), Саша Пукл (СЛО), Фелиша Гринтер (САД) |  |
| 6. август 11:15 | Извештај | Четвртине: 18:7, 17:22, 19:21, 9:26                   |         |                                                               | Кошаркашка арена, Лондон Судије: Хуан Артеага (ШПА), Саша Пукл (СЛО), Фелиша Гринтер (САД) |  |
| 6. август 11:15 | Извештај | Поени: Рзиг 17 Скокови: Mejri 12 Асистенције: Mejri 3 |         | Сонгајла, Јасикевичијус 13 Клејза, Валанчјунас 6 Калнијетис 9 | Кошаркашка арена, Лондон Судије: Хуан Артеага (ШПА), Саша Пукл (СЛО), Фелиша Гринтер (САД) |  |

| 6. август 14:30 | Извештај | Француска                                                     | 79 : 73 | Нигерија                               | Кошаркашка арена, Лондон Судије: Реџеп Анкарали (ТУР), Мајкл Ајлен (АУС), Раба Нуџаим (ЛИБ) |  |
| 6. август 14:30 | Извештај | Четвртине: 23:10, 18:20, 15:24, 23:19                         |         |                                        | Кошаркашка арена, Лондон Судије: Реџеп Анкарали (ТУР), Мајкл Ајлен (АУС), Раба Нуџаим (ЛИБ) |  |
| 6. август 14:30 | Извештај | Поени: Батум 23 Скокови: Батум, Дијао 6 Асистенције: Паркер 7 |         | Oguchi 35 Диогу, Амину 7 4 играча по 2 | Кошаркашка арена, Лондон Судије: Реџеп Анкарали (ТУР), Мајкл Ајлен (АУС), Раба Нуџаим (ЛИБ) |  |

| 6. август 22:15 | Извештај | Аргентина                                                      | 97 : 126 | Сједињене Државе               | Кошаркашка арена, Лондон Судије: Христос Христодулу (ГРЧ), Илија Белошевић (СРБ), Стефен Сајбел (КАН) |  |
| 6. август 22:15 | Извештај | Четвртине: 32:34, 27:26, 17:42, 21:24                          |          |                                | Кошаркашка арена, Лондон Судије: Христос Христодулу (ГРЧ), Илија Белошевић (СРБ), Стефен Сајбел (КАН) |  |
| 6. август 22:15 | Извештај | Поени: Ђинобили 16 Скокови: Ђинобили 16 Асистенције: Кампацо 7 |          | Дурант 28 Лав, Игодала 9 Пол 7 | Кошаркашка арена, Лондон Судије: Христос Христодулу (ГРЧ), Илија Белошевић (СРБ), Стефен Сајбел (КАН) |  |

| Репрезентација   | Ут | Поб | Изг | К+  | К-  | КР   | Б  |
| ---------------- | -- | --- | --- | --- | --- | ---- | -- |
| Сједињене Државе | 5  | 5   | 0   | 589 | 398 | +191 | 10 |
| Француска        | 5  | 4   | 1   | 376 | 378 | -2   | 9  |
| Аргентина        | 5  | 3   | 2   | 448 | 424 | +24  | 8  |
| Литванија        | 5  | 2   | 3   | 395 | 399 | -4   | 7  |
| Нигерија         | 5  | 1   | 4   | 338 | 456 | -118 | 6  |
| Тунис            | 5  | 0   | 5   | 320 | 411 | -91  | 5  |

### Група Б
| 29. јул 11:15 | Извештај | Бразил                                                          | 75 : 71 | Аустралија                        | Кошаркашка арена, Лондон Судије: Гверино Черебух (ИТА), Вилијам Кенеди (САД), Христос Христодулу (ГРЧ) |  |
| 29. јул 11:15 | Извештај | Четвртине: 19:20, 17:15, 20:14, 19:22                           |         |                                   | Кошаркашка арена, Лондон Судије: Гверино Черебух (ИТА), Вилијам Кенеди (САД), Христос Христодулу (ГРЧ) |  |
| 29. јул 11:15 | Извештај | Поени: Барбоса 16 Скокови: 3 играча по 7 Асистенције: Уертас 10 |         | Милс 20 Андерсен 8 Милс, Нилсен 4 | Кошаркашка арена, Лондон Судије: Гверино Черебух (ИТА), Вилијам Кенеди (САД), Христос Христодулу (ГРЧ) |  |

| 29. јул 16:45 | Извештај | Шпанија                                                         | 97 : 81 | Кина                          | Кошаркашка арена, Лондон Судије: Луиђи Ламоника (ИТА), фелиша Гринтер (САД), Фернандо Сампјетро (АРГ) |  |
| 29. јул 16:45 | Извештај | Четвртине: 19:17, 34:24, 16:19, 28:21                           |         |                               | Кошаркашка арена, Лондон Судије: Луиђи Ламоника (ИТА), фелиша Гринтер (САД), Фернандо Сампјетро (АРГ) |  |
| 29. јул 16:45 | Извештај | Поени: П. Гасол 21 Скокови: П. Гасол 11 Асистенције: М. Гасол 5 |         | Ђанљан 30 Ђанљан 12 Ђангхуа 5 | Кошаркашка арена, Лондон Судије: Луиђи Ламоника (ИТА), фелиша Гринтер (САД), Фернандо Сампјетро (АРГ) |  |

| 29. јул 20:00 | Извештај | Русија                                                   | 95 : 75 | Уједињено Краљевство                | Кошаркашка арена, Лондон Судије: Пабло Естевез (АРГ), Хорхе Васкез (ПОР), Стефен Сајбел (КАН) |  |
| 29. јул 20:00 | Извештај | Четвртине: 24:19, 25:15, 22:24, 24:17                    |         |                                     | Кошаркашка арена, Лондон Судије: Пабло Естевез (АРГ), Хорхе Васкез (ПОР), Стефен Сајбел (КАН) |  |
| 29. јул 20:00 | Извештај | Поени: Кириленко 35 Скокови: Швед 6 Асистенције: Швед 13 |         | Денг 26 Фриланд 10 Денг, Рејнкинг 3 | Кошаркашка арена, Лондон Судије: Пабло Естевез (АРГ), Хорхе Васкез (ПОР), Стефен Сајбел (КАН) |  |

| 31. јул 09:00 | Извештај | Кина                                                      | 54 : 73 | Русија                                | Кошаркашка арена, Лондон Судије: Саша Пукл (СЛО), Роберт Лотермозер (НЕМ), Вилијам Кенеди (САД) |  |
| 31. јул 09:00 | Извештај | Четвртине: 12:20, 13:20, 14:21, 15:12                     |         |                                       | Кошаркашка арена, Лондон Судије: Саша Пукл (СЛО), Роберт Лотермозер (НЕМ), Вилијам Кенеди (САД) |  |
| 31. јул 09:00 | Извештај | Поени: Ђанљан 16 Скокови: Ђанљан 7 Асистенције: Ђангхуа 4 |         | Кириленко 16 Хрјапа 12 Швед, Хрјапа 6 | Кошаркашка арена, Лондон Судије: Саша Пукл (СЛО), Роберт Лотермозер (НЕМ), Вилијам Кенеди (САД) |  |

| 31. јул 11:15 | Извештај | Аустралија                                                    | 70 : 82 | Шпанија                            | Кошаркашка арена, Лондон Судије: Карл Јунгебранд (НЕМ), Борис Ришчик (УКР), Жозе Карион (ПОР) |  |
| 31. јул 11:15 | Извештај | Четвртине: 19:14, 13:23, 10:26, 28:19                         |         |                                    | Кошаркашка арена, Лондон Судије: Карл Јунгебранд (НЕМ), Борис Ришчик (УКР), Жозе Карион (ПОР) |  |
| 31. јул 11:15 | Извештај | Поени: Инглс 12 Скокови: Андерсен 7 Асистенције: Делаведова 4 |         | П. Гасол 20 Рејес 12 3 играча по 3 | Кошаркашка арена, Лондон Судије: Карл Јунгебранд (НЕМ), Борис Ришчик (УКР), Жозе Карион (ПОР) |  |

| 31. јул 16:45 | Извештај | Уједињено Краљевство                                                        | 62 : 67 | Бразил                            | Кошаркашка арена, Лондон Судије: Реџеп Анкарали (ТУР), Илија Белошевић (СРБ), Фернандо Сампјетро (АРГ) |  |
| 31. јул 16:45 | Извештај | Четвртине: 11:4, 16:23, 16:21, 19:19                                        |         |                                   | Кошаркашка арена, Лондон Судије: Реџеп Анкарали (ТУР), Илија Белошевић (СРБ), Фернандо Сампјетро (АРГ) |  |
| 31. јул 16:45 | Извештај | Поени: Менса-Бонсу, Рајнкинг 13 Скокови: Менса-Бонсу 12 Асистенције: Денг 7 |         | Сплитер 21 3 играча по 6 Уертас 8 | Кошаркашка арена, Лондон Судије: Реџеп Анкарали (ТУР), Илија Белошевић (СРБ), Фернандо Сампјетро (АРГ) |  |

| 2. август 11:15 | Извештај | Аустралија                                                 | 81 : 61 | Кина                                     | Кошаркашка арена, Лондон Судије: Реџеп Анкарали (ТУР), Пабло Естевез (АРГ), Стефен Сајбел (КАН) |  |
| 2. август 11:15 | Извештај | Четвртине: 21:22, 28:11, 12:19, 20:9                       |         |                                          | Кошаркашка арена, Лондон Судије: Реџеп Анкарали (ТУР), Пабло Естевез (АРГ), Стефен Сајбел (КАН) |  |
| 2. август 11:15 | Извештај | Поени: Мајлс 20 Скокови: Вортингтон 8 Асистенције: Инглс 7 |         | Шипенг 21 Ђанљан, Ванг Џиџи 12 Шипенг 21 | Кошаркашка арена, Лондон Судије: Реџеп Анкарали (ТУР), Пабло Естевез (АРГ), Стефен Сајбел (КАН) |  |

| 2. август 16:45 | Извештај | Бразил                                                     | 74 : 75 | Русија                             | Кошаркашка арена, Лондон Судије: Жозе Карион (ПОР), Луиђи Ламоника (ИТА), Раба Нуџаим (ЛИБ) |  |
| 2. август 16:45 | Извештај | Четвртине: 20:15, 12:25, 21:19, 21:16                      |         |                                    | Кошаркашка арена, Лондон Судије: Жозе Карион (ПОР), Луиђи Ламоника (ИТА), Раба Нуџаим (ЛИБ) |  |
| 2. август 16:45 | Извештај | Поени: Барбоса 16 Скокови: Нене 10 Асистенције: де Соуза 4 |         | Кириленко 19 Моња, Мозгов 7 Швед 6 | Кошаркашка арена, Лондон Судије: Жозе Карион (ПОР), Луиђи Ламоника (ИТА), Раба Нуџаим (ЛИБ) |  |

| 2. август 20:00 | Извештај | Шпанија                                                              | 79 : 78 | Уједињено Краљевство  | Кошаркашка арена, Лондон Судије: Вилијам Кенеди (САД), Саша Пукл (СЛО), Ољегс Латишевс (ЛЕТ) |  |
| 2. август 20:00 | Извештај | Четвртине: 24:15, 13:14, 24:19, 18:30                                |         |                       | Кошаркашка арена, Лондон Судије: Вилијам Кенеди (САД), Саша Пукл (СЛО), Ољегс Латишевс (ЛЕТ) |  |
| 2. август 20:00 | Извештај | Поени: Калдерон 19 Скокови: Сан Еметерио 10 Асистенције: Фернандез 7 |         | Денг 26 Денг 9 Денг 7 | Кошаркашка арена, Лондон Судије: Вилијам Кенеди (САД), Саша Пукл (СЛО), Ољегс Латишевс (ЛЕТ) |  |

| 4. август 11:15 | Извештај | Русија                                                        | 77 : 74 | Шпанија                                     | Кошаркашка арена, Лондон Судије: Христос Христодулу (ГРЧ), Хорхе Васкез (ПОР), Фернандо Сампјетро (АРГ) |  |
| 4. август 11:15 | Извештај | Четвртине: 11:28, 21:12, 24:13, 21:21                         |         |                                             | Кошаркашка арена, Лондон Судије: Христос Христодулу (ГРЧ), Хорхе Васкез (ПОР), Фернандо Сампјетро (АРГ) |  |
| 4. август 11:15 | Извештај | Поени: Фридзон 24 Скокови: Мозгов 9 Асистенције: Понкрашов 11 |         | П. Гасол 20 М. Гасол 9 Родригез, Калдерон 3 | Кошаркашка арена, Лондон Судије: Христос Христодулу (ГРЧ), Хорхе Васкез (ПОР), Фернандо Сампјетро (АРГ) |  |

| 4. август 16:45 | Извештај | Кина                                                      | 59 : 98 | Бразил                          | Кошаркашка арена, Лондон Судије: Карл Јунгебранд (НЕМ), Борис Ришчик (УКР), Ољегс Латишевс (ЛЕТ) |  |
| 4. август 16:45 | Извештај | Четвртине: 11:25, 10:17, 17:28, 21:28                     |         |                                 | Кошаркашка арена, Лондон Судије: Карл Јунгебранд (НЕМ), Борис Ришчик (УКР), Ољегс Латишевс (ЛЕТ) |  |
| 4. август 16:45 | Извештај | Поени: Фангју 13 Скокови: Ђанљан 6 Асистенције: Ђангхуа 2 |         | Де Соуза 14 Варежао 13 Тејлор 6 | Кошаркашка арена, Лондон Судије: Карл Јунгебранд (НЕМ), Борис Ришчик (УКР), Ољегс Латишевс (ЛЕТ) |  |

| 4. август 20:00 | Извештај | Уједињено Краљевство                                         | 75 : 106 | Аустралија                    | Кошаркашка арена, Лондон Судије: Хуан Артеага (ШПА), Жозе Карион (ПОР), Роберт Лотермозер (НЕМ) |  |
| 4. август 20:00 | Извештај | Четвртине: 25:18, 21:18, 14:30, 15:40                        |          |                               | Кошаркашка арена, Лондон Судије: Хуан Артеага (ШПА), Жозе Карион (ПОР), Роберт Лотермозер (НЕМ) |  |
| 4. август 20:00 | Извештај | Поени: Фриланд 16 Скокови: Фриланд 7 Асистенције: Арчибалд 4 |          | Мајлс 39 Њули 8 Инглс, Њули 4 | Кошаркашка арена, Лондон Судије: Хуан Артеага (ШПА), Жозе Карион (ПОР), Роберт Лотермозер (НЕМ) |  |

| 6. август 09:00 | Извештај | Аустралија                                                      | 82 : 80 | Русија                         | Кошаркашка арена, Лондон Судије: Карл Јунгербранд (ФИН), Луиђи Ламоника (ИТА), Самир Абакил (МАР) |  |
| 6. август 09:00 | Извештај | Четвртине: 29:20, 17:25, 23:19, 13:16                           |         |                                | Кошаркашка арена, Лондон Судије: Карл Јунгербранд (ФИН), Луиђи Ламоника (ИТА), Самир Абакил (МАР) |  |
| 6. август 09:00 | Извештај | Поени: Инглс 20 Скокови: Делаведова 6 Асистенције: Делаведова 7 |         | Каун 18 3 играча по 6 Хрјапа 8 | Кошаркашка арена, Лондон Судије: Карл Јунгербранд (ФИН), Луиђи Ламоника (ИТА), Самир Абакил (МАР) |  |

| 6. август 16:45 | Извештај | Уједињено Краљевство                                      | 90 : 58 | Кина                    | Кошаркашка арена, Лондон Судије: Кристијано Мараео (БРА), Фернандо Сампјетро (АРГ), Воган Мејбери (АУС) |  |
| 6. август 16:45 | Извештај | Четвртине: 27:15, 19:16, 26:17, 18:10                     |         |                         | Кошаркашка арена, Лондон Судије: Кристијано Мараео (БРА), Фернандо Сампјетро (АРГ), Воган Мејбери (АУС) |  |
| 6. август 16:45 | Извештај | Поени: Ачара 16 Скокови: Арчибалд 9 Асистенције: Лоренс 6 |         | Џиџи 11 Ђанљан 14 Веј 4 | Кошаркашка арена, Лондон Судије: Кристијано Мараео (БРА), Фернандо Сампјетро (АРГ), Воган Мејбери (АУС) |  |

| 6. август 20:00 | Извештај | Шпанија                                                           | 82 : 88 | Бразил                        | Кошаркашка арена, Лондон Судије: Пабло Естевез (АРГ), Хорхе Васкез (ПОР), Роберт Лотермозер (НЕМ) |  |
| 6. август 20:00 | Извештај | Четвртине: 26:17, 18:21, 22:19, 16:31                             |         |                               | Кошаркашка арена, Лондон Судије: Пабло Естевез (АРГ), Хорхе Васкез (ПОР), Роберт Лотермозер (НЕМ) |  |
| 6. август 20:00 | Извештај | Поени: П. Гасол 25 Скокови: П. Гасол 7 Асистенције: 3 играча по 4 |         | Барбоса 23 Варежао 7 Уертас 6 | Кошаркашка арена, Лондон Судије: Пабло Естевез (АРГ), Хорхе Васкез (ПОР), Роберт Лотермозер (НЕМ) |  |

| Репрезентација       | Ут | Поб | Изг | К+  | К-  | КР   | Б |
| -------------------- | -- | --- | --- | --- | --- | ---- | - |
| Русија               | 5  | 4   | 1   | 400 | 359 | +41  | 9 |
| Бразил               | 5  | 4   | 1   | 402 | 349 | +53  | 9 |
| Шпанија              | 5  | 3   | 2   | 414 | 394 | +20  | 8 |
| Аустралија           | 5  | 3   | 2   | 410 | 373 | +37  | 8 |
| Уједињено Краљевство | 5  | 1   | 4   | 380 | 405 | -25  | 6 |
| Кина                 | 5  | 0   | 5   | 313 | 439 | -126 | 5 |

## Елиминациона фаза
|  | Четвртфинале     | Четвртфинале |                  |     | Полуфинале  | Полуфинале  |  |  | Финале | Финале |
|  |                  |              |                  |     |             |             |  |  |        |        |
|  | 8. август        |              |                  |     |             |             |  |  |        |        |
|  |                  |              |                  |     |             |             |  |  |        |        |
|  | Сједињене Државе | 119          |                  |     |             |             |  |  |        |        |
|  | Сједињене Државе | 119          | 10. август       |     |             |             |  |  |        |        |
|  | Аустралија       | 86           |                  |     |             |             |  |  |        |        |
|  | Аустралија       | 86           | Сједињене Државе | 109 |             |             |  |  |        |        |
|  | 8. август        |              | Сједињене Државе | 109 |             |             |  |  |        |        |
|  |                  | Аргентина    | 83               |     |             |             |  |  |        |        |
|  | Бразил           | Аргентина    | 83               | 77  |             |             |  |  |        |        |
|  | Бразил           |              | 12. август       | 77  |             |             |  |  |        |        |
|  | Аргентина        | 82           |                  |     |             |             |  |  |        |        |
|  | Аргентина        | 82           | Сједињене Државе | 107 |             |             |  |  |        |        |
|  | 8. август        |              | Сједињене Државе | 107 |             |             |  |  |        |        |
|  |                  | Шпанија      | 100              |     |             |             |  |  |        |        |
|  | Русија           | Шпанија      | 100              | 83  |             |             |  |  |        |        |
|  | Русија           | 10. август   |                  | 83  |             |             |  |  |        |        |
|  | Литванија        | 74           |                  |     |             |             |  |  |        |        |
|  | Литванија        | 74           | Русија           | 59  |             |             |  |  |        |        |
|  | 8. август        |              | Русија           | 59  |             |             |  |  |        |        |
|  |                  | Шпанија      | 67               |     | Треће место | Треће место |  |  |        |        |
|  | Француска        | Шпанија      | 67               | 59  | Треће место | Треће место |  |  |        |        |
|  | Француска        |              | 12. август       | 59  |             |             |  |  |        |        |
|  | Шпанија          | 66           |                  |     |             |             |  |  |        |        |
|  | Шпанија          | 66           | Аргентина        | 77  |             |             |  |  |        |        |
|  |                  |              |                  |     |             |             |  |  |        |        |
|  | Русија           | 81           |                  |     |             |             |  |  |        |        |
|  | Русија           | 81           |                  |     |             |             |  |  |        |        |

### Четвртфинале
| 8. август 14:00 | Извештај | Русија                                                          | 83 : 74 | Литванија                               | О2 арена, Лондон Судије: Карл Јунгербранд (ФИН), Пабло Естевез (АРГ), Мајкл Ајлен (АУС) |  |
| 8. август 14:00 | Извештај | Четвртине: 17:10, 15:17, 22:23, 29:24                           |         |                                         | О2 арена, Лондон Судије: Карл Јунгербранд (ФИН), Пабло Естевез (АРГ), Мајкл Ајлен (АУС) |  |
| 8. август 14:00 | Извештај | Поени: Кириленко 19 Скокови: Кириленко 13 Асистенције: Хрјапа 8 |         | Каукенас 19 Валанчјунас 9 4 играча по 3 | О2 арена, Лондон Судије: Карл Јунгербранд (ФИН), Пабло Естевез (АРГ), Мајкл Ајлен (АУС) |  |

| 8. август 16:15 | Извештај | Француска                                                     | 59 : 66 | Шпанија                                       | О2 арена, Лондон Судије: Кристијано Марањо (БРА), Вилијам Кенеди (САД), Христос Христодулу (ГРЧ) |  |
| 8. август 16:15 | Извештај | Четвртине: 22:17, 15:17, 16:17, 6:15                          |         |                                               | О2 арена, Лондон Судије: Кристијано Марањо (БРА), Вилијам Кенеди (САД), Христос Христодулу (ГРЧ) |  |
| 8. август 16:15 | Извештај | Поени: Паркер, Дијао 15 Скокови: Дијао 8 Асистенције: Дијао 4 |         | М. Гасол 14 П. Гасол 11 П. Гасол, Фернандез 3 | О2 арена, Лондон Судије: Кристијано Марањо (БРА), Вилијам Кенеди (САД), Христос Христодулу (ГРЧ) |  |

| 8. август 20:00 | Извештај | Бразил                                                             | 77 : 82 | Аргентина                     | О2 арена, Лондон Судије: Хуан Артеага (ШПА), Жозе Карион (ПОР), Реџеп Анкарали (ТУР) |  |
| 8. август 20:00 | Извештај | Четвртине: 26:23, 14:23, 14:18, 23:18                              |         |                               | О2 арена, Лондон Судије: Хуан Артеага (ШПА), Жозе Карион (ПОР), Реџеп Анкарали (ТУР) |  |
| 8. август 20:00 | Извештај | Поени: Барбоса, Уертас 22 Скокови: Иларио 12 Асистенције: Уертас 5 |         | Скола 17 Ђинобили 8 Приђони 8 | О2 арена, Лондон Судије: Хуан Артеага (ШПА), Жозе Карион (ПОР), Реџеп Анкарали (ТУР) |  |

| 8. август 22:15 | Извештај | Сједињене Државе                                          | 119 : 86 | Аустралија               | О2 арена, Лондон Судије: Луиђи Ламоника (ИТА), Фернандо Сампјетро (АРГ), Самир Абакил (МАР) |  |
| 8. август 22:15 | Извештај | Четвртине: 28:21, 28:21, 28:28, 35:16                     |          |                          | О2 арена, Лондон Судије: Луиђи Ламоника (ИТА), Фернандо Сампјетро (АРГ), Самир Абакил (МАР) |  |
| 8. август 22:15 | Извештај | Поени: Брајант 20 Скокови: Џејмс 14 Асистенције: Џејмс 11 |          | Мајлс 26 Инглс 8 Инглс 6 | О2 арена, Лондон Судије: Луиђи Ламоника (ИТА), Фернандо Сампјетро (АРГ), Самир Абакил (МАР) |  |

### Полуфинале
| 10. август 17:00 | Извештај | Шпанија                                                            | 67 : 59 | Русија                     | О2 арена, Лондон Судије: Луиђи Ламоника (ИТА), Илија Белошевић (СРБ), Маркос Бенито (БРА) |  |
| 10. август 17:00 | Извештај | Четвртине: 9:12, 11:19, 26:15, 21:13                               |         |                            | О2 арена, Лондон Судије: Луиђи Ламоника (ИТА), Илија Белошевић (СРБ), Маркос Бенито (БРА) |  |
| 10. август 17:00 | Извештај | Поени: П. Гасол 16 Скокови: П. Гасол 12 Асистенције: 3 играча по 3 |         | Каун 14 Кириленко 8 Швед 7 | О2 арена, Лондон Судије: Луиђи Ламоника (ИТА), Илија Белошевић (СРБ), Маркос Бенито (БРА) |  |

| 10. август 21:00 | Извештај | Аргентина                                                    | 83 : 109 | Сједињене Државе             | О2 арена, Лондон Судије: Карл Јунгербранд (ФИН), Реџеп Анкарали (ТУР), Роберт Лотермозер (НЕМ) |  |
| 10. август 21:00 | Извештај | Четвртине: 19:24, 21:23, 17:27, 26:35                        |          |                              | О2 арена, Лондон Судије: Карл Јунгербранд (ФИН), Реџеп Анкарали (ТУР), Роберт Лотермозер (НЕМ) |  |
| 10. август 21:00 | Извештај | Поени: Ђинобили 18 Скокови: Делфино 5 Асистенције: Приђони 6 |          | Дурант 19 Лав 9 Џејмс, Пол 7 | О2 арена, Лондон Судије: Карл Јунгербранд (ФИН), Реџеп Анкарали (ТУР), Роберт Лотермозер (НЕМ) |  |

### Утакмица за бронзу
| 12. август 11:00 | Извештај | Аргентина                                                    | 77 : 81 | Русија                     | О2 арена, Лондон Судије: Хуан Артеага (ШПА), Жозе Карион (ПОР), Вилијам Кенеди (САД) |  |
| 12. август 11:00 | Извештај | Четвртине: 20:19, 18:21, 19:21, 20:20                        |         |                            | О2 арена, Лондон Судије: Хуан Артеага (ШПА), Жозе Карион (ПОР), Вилијам Кенеди (САД) |  |
| 12. август 11:00 | Извештај | Поени: Ђинобили 21 Скокови: Носиони 7 Асистенције: Приђони 7 |         | Швед 25 Кириленко 8 Швед 7 | О2 арена, Лондон Судије: Хуан Артеага (ШПА), Жозе Карион (ПОР), Вилијам Кенеди (САД) |  |

### Утакмица за злато
| 12. август 15:00 | Извештај | Сједињене Државе                                             | 107 : 100 | Шпанија                        | О2 арена, Лондон Судије: Кристијано Марањо (БРА), Христот Христодулу (ГРЧ), Мајкл Ајлен (АУС) |  |
| 12. август 15:00 | Извештај | Четвртине: 35:27, 24:31, 24:24, 24:18                        |           |                                | О2 арена, Лондон Судије: Кристијано Марањо (БРА), Христот Христодулу (ГРЧ), Мајкл Ајлен (АУС) |  |
| 12. август 15:00 | Извештај | Поени: Дурант 30 Скокови: Дурант, Лав 9 Асистенције: Џејмс 4 |           | П. Гасол 24 Ибака 9 П. Гасол 7 | О2 арена, Лондон Судије: Кристијано Марањо (БРА), Христот Христодулу (ГРЧ), Мајкл Ајлен (АУС) |  |

| 2° место Шпанија | Победник Олимпијског турнира у кошарци за мушкарце 2012. године САД 14° титула | 3° место Русија |

## Састави победничких екипа
| Злато  | Сједињене Државе | Тајсон Чандлер, Кевин Дурант, Леброн Џејмс, Расел Вестбрук, Дерон Вилијамс, Андре Игудала, Коби Брајант, Кевин Лав, Џејмс Харден, Крис Пол, Ентони Дејвис, Кармело Ентони                  | Селектор: Мајк Шишефски  |
| Сребро | Шпанија          | Пау Гасол, Руди Фернандез, Серхио Родригез, Хуан Карлос Наваро, Хосе Мануел Калдерон, Фелипе Рејес, Виктор Клавер, Фернандо Сан Еметерио, Серхио Љуљ, Марк Гасол, Серж Ибака, Виктор Сада  | Селектор: Серђо Скариоло |
| Бронза | Русија           | Алексеј Швед, Тимофеј Мозгов, Сергеј Карасев, Виталиј Фридзон, Саша Каун, Јевгениј Воронов, Виктор Хрјапа, Семјон Антонов, Сергеј Моња, Дмитриј Хвостов, Антон Понкрашов, Андреј Кириленко | Селектор: Давид Блат     |

| \| Пласман \| Репрезентација \| \| ------- \| ---------------- \| \| Злато \| Сједињене Државе \| \| Сребро \| Шпанија \| \| Бронза \| Русија \| \| 4. \| Аргентина \| \| 5. \| Бразил \| \| 6. \| Француска \| \| 7. \| Аустралија \| \| 8. \| Литванија \| \| 9. \| Велика Британија \| \| 10. \| Нигерија \| \| 11. \| Тунис \| \| 12. \| Кина \| | - Најбољи стрелац: Патрик Мајлс 127 кошева (21,2 по утакмици), - Најбољи скакач: Ји Ђанљан 51 (10,2 по утакмици), - Најбољи асистент: Пабло Приђони 39 (6,5 по утакмици), - Најбољи блокер: Salah Mejri 17 (3,4 по утакмици) - Највише украдених лопти: Крис Пол 20 (2,5 по утакмици) Најбоља петорка - Ману Ђинобили - Кевин Дурант - Леброн Џејмс - Андреј Кириленко - Пау Гасол |
| Пласман | Репрезентација |
| Злато | Сједињене Државе |
| Сребро | Шпанија |
| Бронза | Русија |
| 4. | Аргентина |
| 5. | Бразил |
| 6. | Француска |
| 7. | Аустралија |
| 8. | Литванија |
| 9. | Велика Британија |
| 10. | Нигерија |
| 11. | Тунис |
| 12. | Кина |